# リヴスコール
『リヴスコール』は、日本のロックバンド、THE BACK HORNの9枚目のフルアルバム。2012年6月6日発売。DVD付初回限定盤と通常盤の2形態で発売。

## 概要
前作『アサイラム』より約1年9ヶ月ぶりのアルバム。
3作連続でオリコンチャートTOP10入りした。

## 収録曲
全作曲・編曲：THE BACK HORN
1. トロイメライ
作詞：菅波栄純
2. シリウス
作詞：菅波栄純
  - 20thシングル。
3. シンフォニア
作詞：菅波栄純
PVが制作されている。
4. グレイゾーン
作詞：岡峰光舟
5. いつものドアを
作詞：菅波栄純
6. 風の詩
作詞：松田晋二
7. 星降る夜のビート
作詞：松田晋二
8. 超常現象
作詞：山田将司
9. 反撃の世代
作詞：岡峰光舟
10. 自由
作詞：菅波栄純
11. 世界中に花束を＜New Recording＞
作詞：THE BACK HORN
配信限定シングル。再録バージョンを収録。
12. ラピスラズリ
作詞：菅波栄純
13. ミュージック
作詞：松田晋二

## DVD
- シリウス (ビデオクリップ)
- シンフォニア ＜1Cut Ver.＞ (ビデオクリップ)
- 世界中に花束を ＜New Recording＞ (ビデオクリップ)
- レコーディングドキュメント